# كلاوستاليت
كلاوستاليت هو معدن من معادن السيلينيدات، يتكون من عنصري السيلينيوم والرصاص، ولوحدته البلورية الصيغة الكيميائية PbSe.
يترافق في الطبيعة مع بعض المعادن الأخرى مثل ستيبيوبالادينيت واليورانينيت.
وصف المعدن لأول مرة سنة 1832، وينسب إلى مكان اكتشافه في مدينة كلاوستال-تسيلرفيلد الواقعة بالقرب من جبال هارتس في ألمانيا.